# 공정민
공정민(孔貞敏, 1969년 9월 26일 ~ )은 대한민국의 아나운서이다. 이화여자대학교 신문방송학과를 졸업하였다. 1993년 KBS의 21기 공채 아나운서로 입사하였으며, 이후 2004년에 KBS를 퇴사하였다.

## 학력
- 전주중앙여자고등학교 졸업
- 이화여자대학교 신문방송학과 졸업

## 경력
- 1993년 1월: KBS 19기 공채 아나운서

## 진행

### TV
- 《KBS 뉴스 네트워크》(1993년 10월 18일 ~ 1994년 4월 29일)
- 《KBS 뉴스 9 주말》
- 《대한민국 제15대 대통령 선거 개표 방송》(1997년 12월 18일) - 보조 진행[2]
- 《KBS 뉴스라인》(1997년 3월 3일 ~ 1998년 5월 1일, 2002년 4월 1일 ~ 2002년 10월 25일)[3]
- 《KBS 뉴스 930》(1994년 1월 18일 ~ 1995년 10월 8일)
- 《TV는 내 친구》
- 《KBS 뉴스 8》(2002년 12월 2일 ~ 2003년 9월 19일)[4]
- 《무엇이든 물어보세요》(2003년 6월 23일 ~ 2003년 9월 19일)[5]
- 《전국노래자랑 연말 결선》(2002년 12월 29일)

### 라디오
- 《세상의 모든 음악》(2002년 7월 ~ 2002년 10월)[6]
- 《클래식 드라이브》(EBS FM, 2012년)
- 《EBS 책 읽는 라디오 낭독 시리즈》(EBS FM, 2014년)